# 圣洛伦索-杜多鲁
圣洛伦索-杜多鲁是葡萄牙波尔图区的一个堂区。总面积3.94平方公里，总人口951人，人口密度241.4人/平方公里。